# Congrès international socialiste (1907)

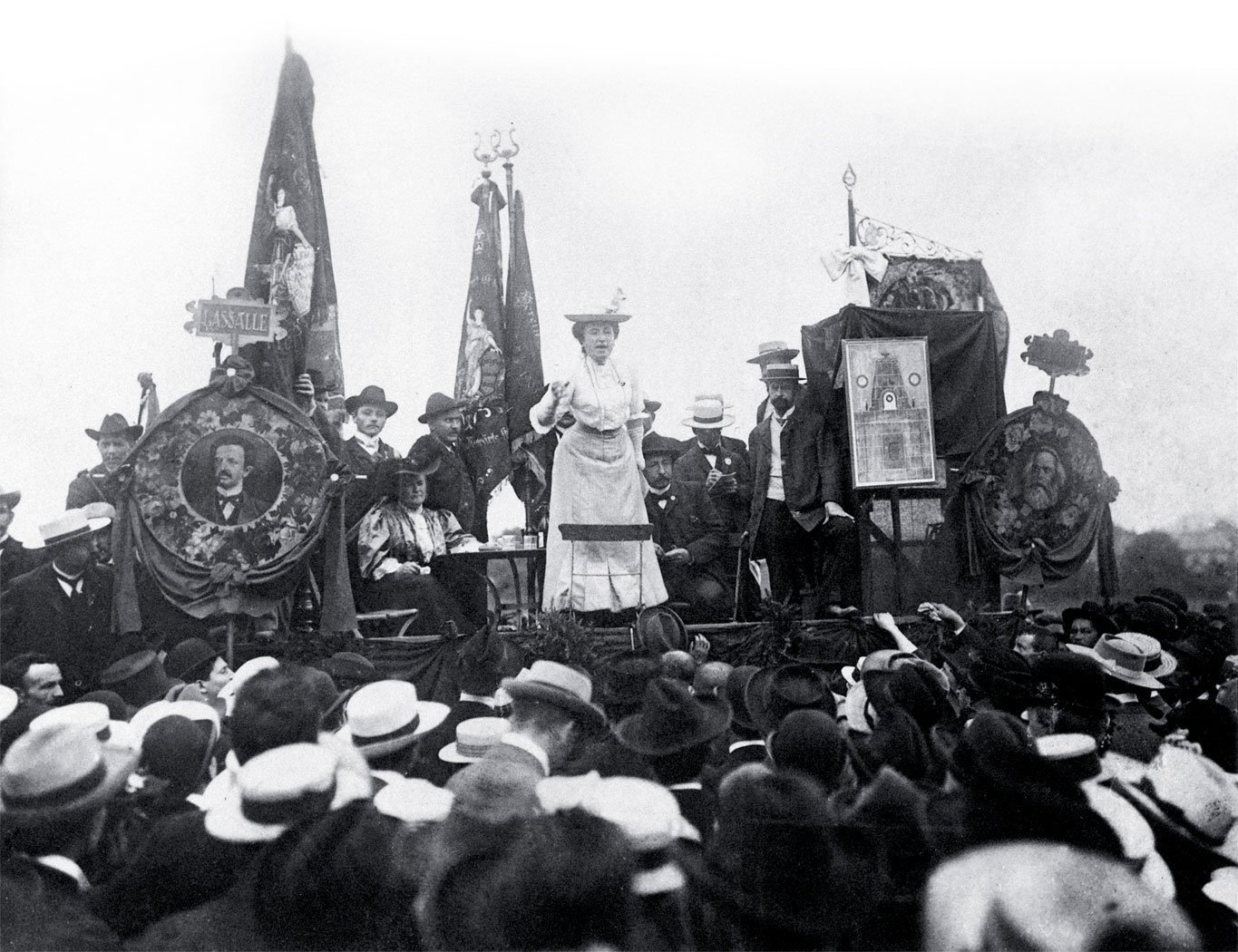
Rosa Luxemburg prend la parole à la conférence des femmes.

Le Congrès socialiste international de Stuttgart en 1907 réunit 884 délégués du monde entier, liés par l'Internationale ouvrière. Les travaux du congrès portent principalement sur le militarisme, le colonialisme et le suffrage des femmes.
En marge du congrès se tiennent la Première conférence internationale des femmes socialistes et la Première conférence de la jeunesse socialiste.

## Congrès socialiste

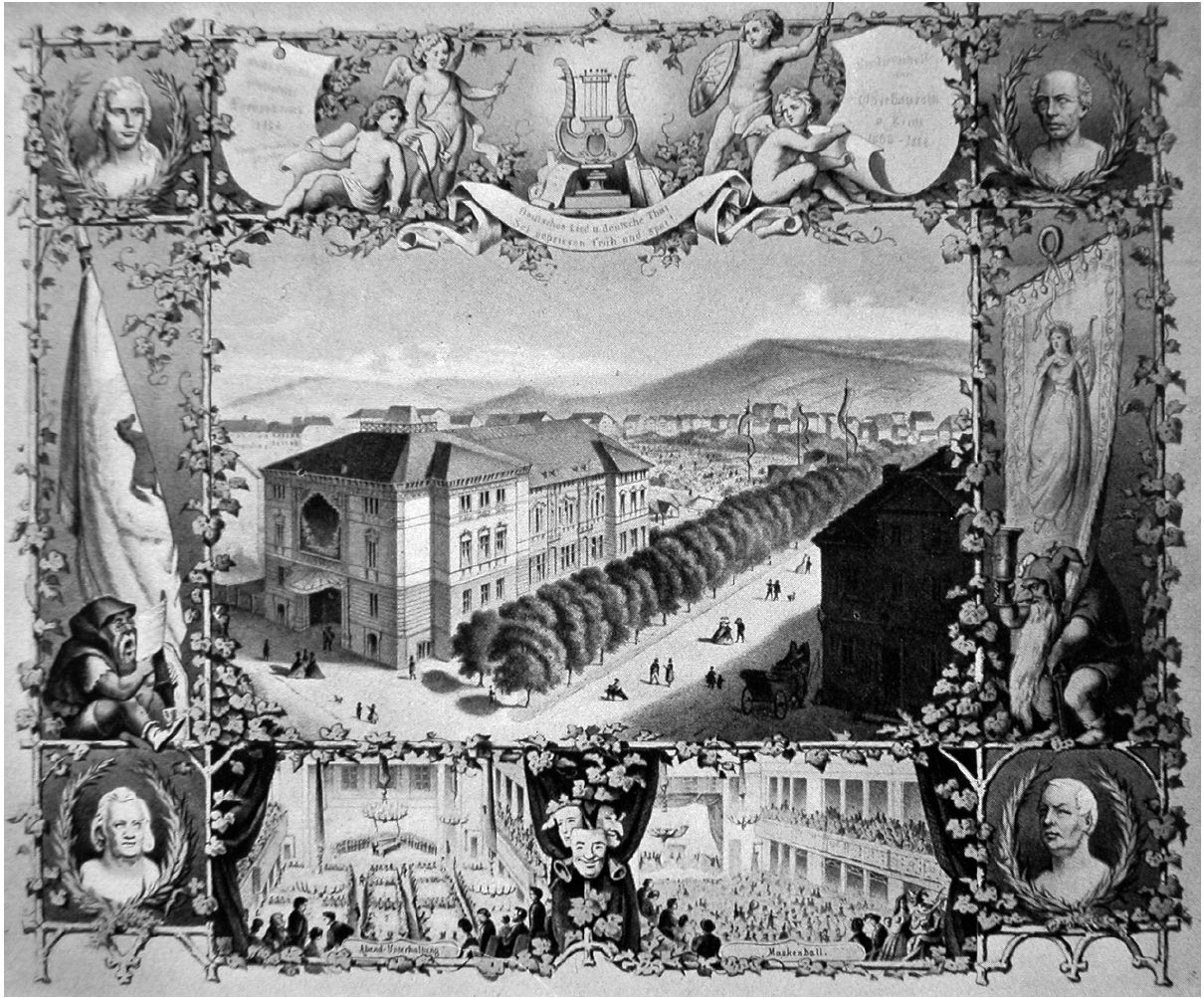
Liederhalle à Stuttgart où se tient le Congrès.

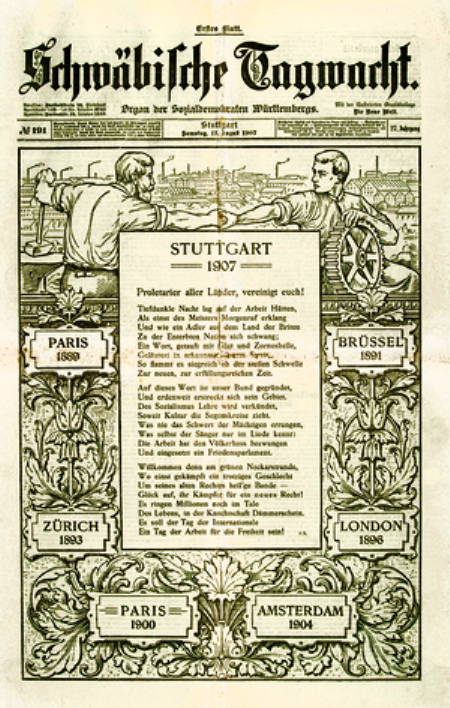
Une du Schwäbische Tagwacht à l'occasion de l'ouverture de la conférence.

### Déroulement
Le Congrès international socialiste de 1907 est la douzième assemblée de l'Internationale prolétarienne, le septième congrès de la Deuxième Internationale, le seul à se tenir sur le sol allemand. Il achève de consolider la Deuxième Internationale et, à partir de là, les congrès internationaux deviennent des assemblées de travail exerçant une influence profonde sur le caractère et l'orientation des activités du mouvement socialiste dans le monde entier.
Le Congrès international socialiste commence le 18 août et dure sept jours. 884 délégués y participent, représentant les partis socialistes de plus de 25 pays, ce qui en fait le plus grand rassemblement de ce type dans l'histoire du mouvement socialiste international. Le Congrès est le septième conclave international tenu par la Deuxième Internationale et le premier depuis le Congrès d'Amsterdam, qui s'est réuni trois ans plus tôt,.
En raison de la culture politique plus libérale du royaume de Wurtemberg, il se tient à Stuttgart, à la Liederhalle (de), et non à Berlin. Malgré cela, l'autorisation pour l'organisation de l'événement est soumise à conditions : les drapeaux rouges ne doivent pas être utilisés, les déclarations offensantes contre le gouvernement du Reich, les gouvernements des États fédéraux allemands et des États amis doivent être évitées et un policier en civil assiste aux négociations.
Johann Heinrich Wilhelm Dietz est responsable de l'organisation en tant que président du comité local. 
Émile Vandervelde du Bureau socialiste international prononce le discours liminaire qui marque l'ouverture officielle du rassemblement. 
Le jour de l'ouverture, le 18 août, une Rencontre internationale de masse pour la paix et la libération des nations a lieu sur la Volksfestplatz (Place des fêtes du peuple) de Stuttgart, un grand espace ouvert situé sur les rives de la rivière Neckar. Pendant deux heures avant le début de la réunion, une foule de 60 000 personnes vient écouter une série d'orateurs de premier plan du mouvement socialiste international.
Les travaux officiels du Congrès commencent le matin du 19 août avec un autre discours important, prononcé par le vétéran socialiste allemand August Bebel sur les progrès du mouvement socialiste international dans les différents pays,. Un rapport sur le travail du Bureau socialiste international est ensuite présenté par le secrétaire international, Camille Huysmans de Belgique.

### Thèmes
Les principaux points à l'ordre du jour sont traités dans cinq commissions restreintes :
- Le militarisme et les conflits internationaux (Rapporteur : Émile Vandervelde )
- Relations entre les partis ouvriers et les syndicats (Rapporteur : H. Beer)
- Question coloniale (rapporteur : Henri van Kol (de) )
- Immigration de travailleurs (rapporteur : Wilhelm Ellenbogen (de) )
- Droit de vote des femmes (rapporteur : Clara Zetkin )

Chaque pays ayant le droit de faire siéger quatre de ses membres dans chaque commission, elles comptent un grand nombre de membres et le rythme de travail en est ralenti. Chaque discours est prononcé en trois langues, allemand, français et anglais, soit la langue originale et deux traductions.

#### Militarisme et conflits internationaux
La question du « militarisme et des conflits internationaux » est un des sujets principaux du congrès, en une période d'apogée de l'impérialisme. Les discussions sur les moyens d'empêcher une guerre imminente donnent lieu à des affrontements. Les débats se déroulent durant cinq jours consécutifs au sein de la commission, suivis d'un sixième jour de débat en session plénière.
Trois résolutions concurrentes sont présentées, deux par la délégation française et une par la délégation allemande.
Le projet de résolution porté par les français Jean Jaurès et Gustave Hervé appelle la classe ouvrière à faire la guerre par « tous les moyens disponibles, depuis l'intervention parlementaire et l'agitation publique jusqu'à la grève générale et l'insurrection armée », ce que le Parti social démocrate allemand (SPD) juge inacceptable. Les Allemands souhaitent une motion d’inspiration pacifiste, mais qui s’en tienne à annoncer que les travailleurs et leurs représentants feront « tout leur possible pour éviter que la guerre n’éclate » et qu’ils agiront en cas d’échec pour qu’elle « prenne fin rapidement ». August Bebel fait valoir que les actions extrêmes sont dangereuses et pourraient entraîner une nouvelle répression pour le SPD récemment légalisé,. 
Dans la déclaration finale, une formule de compromis stipule que les partis et les organisations doivent s'efforcer d'empêcher le déclenchement d'une guerre « en utilisant les moyens qui leur paraissent les plus efficaces ». Lénine, Rosa Luxemburg et Julius Martov soutiennent et obtiennent l'ajout de la phrase « Si la guerre menace d'éclater, les ouvriers et leurs représentants parlementaires dans les pays concernés sont tenus de faire tout leur possible pour empêcher le déclenchement de la guerre par des moyens appropriés, qui varieront naturellement avec l'intensification de la lutte des classes et la situation politique générale. Si la guerre devait néanmoins éclater, ils sont obligés d’œuvrer pour sa fin rapide et s'efforcer de toutes leurs forces d'utiliser la crise économique et politique provoquée par la guerre pour réveiller politiquement les couches populaires et accélérer le renversement de la domination de classe capitaliste. »,.
À partir du Congrès de Stuttgart, l'Internationale discute de façon systématique les questions de la paix et de la guerre. Elle manifeste l'opposition du socialisme à la guerre par des cortèges et des rassemblements. Le congrès extraordinaire de Bâle de 1912 n’est finalement qu’une grande manifestation socialiste d’opposition à la guerre. Celui de 1914, à Vienne, n'a pas lieu car la guerre a éclaté et les socialistes s’alignent sur les décisions belliqueuses prises par leurs gouvernements respectifs.

#### Immigration
Le mouvement syndical fait pression pour une limitation du droit de migration de travailleurs et, ainsi, réduire la possibilité, pour les employeurs, de faire appel à une main d’œuvre bon marché à la place de travailleurs locaux syndiqués. 
La résolution finale ne satisfait toutefois pas entièrement leur demande. Elle condamne l'importation de briseurs de grève mais insiste pour que les syndicats admettent les travailleurs immigrés. La reconnaissance de la solidarité des travailleurs de tous les pays dans la lutte des classes est le fil conducteur de la résolution adoptée par le Congrès international,.

#### Question coloniale
La question de la colonisation fait apparaître de profondes divisions entre les délégations des principales puissances coloniales, dont la Grande-Bretagne, l'Allemagne, la France et l'Italie. Une aile gauche, avec, entre autres le marxiste Karl Kautsky, Harry Quelch (en) et Julian Marchlewski, fait valoir qu'une politique coloniale socialiste est une contradiction dans les termes. La résolution modérée soutenue par Eduard Bernstein, le social-démocrate néerlandais Henri van Kol (de) et Eduard David, est favorable au colonialisme tout en en critiquant les méthodes,,
La résolution votée à Stuttgart n'est finalement qu'une pâle condamnation du colonialisme. L'assemblée condamne les « méthodes barbares de colonisation capitaliste » et appelle à une politique « qui assure le développement culturel pacifique et place les ressources naturelles de la terre au service du développement supérieur de l'humanité ». Cependant, la résolution n'exclue pas le colonialisme en principe, mais distingue les « colonies ouvrières » des « colonies exploiteuses »,. 

#### Syndicats et partis politiques
Sur la question de savoir si les syndicats peuvent être neutres ou alignés encore plus étroitement sur le Parti, le Congrès affirme que les deux doivent remplir des tâches égales dans la lutte d'émancipation du prolétariat et que les relations entre les partis et les syndicats doivent être aussi étroites que possible. Rien dans la résolution ne suggère que les syndicats doivent être neutres ou sans parti.

#### Droit de vote des femmes
Le Congrès socialiste appuie la demande du droit de suffrage de la Conférence internationale des femmes socialistes dans une résolution déclarant qu'il « est du devoir des partis socialistes de tous les pays de s'agiter le plus énergiquement pour l'introduction du suffrage universel des femmes ». Tout en reconnaissant que l'Internationale n'a aucune autorité pour dicter le lancement d'une campagne pour le suffrage dans aucun pays, la résolution souligne avec insistance que, chaque fois qu'une telle campagne est lancée, les socialistes doivent suivre « les lignes sociales-démocrates générales du suffrage universel des adultes sans distinction et rien d'autre»,.

## Conférence internationale socialiste des femmes
Avant le Congrès socialiste, la Première conférence de l'internationale socialiste des femmes a lieu du 17 au 19 août, à l'initiative de Clara Zetkin. 58 déléguées d'Allemagne, Autriche, Hongrie, France, Bohême, Belgique, Pays-Bas, Suisse, Finlande, États-Unis y participent. La Conférence décide  d’établir un secrétariat international sous la direction de Clara Zetkin pour échanger des informations sur les questions féminines entre les pays. Le bureau doit être basé à Stuttgart et être lié à la rédaction du magazine Die Gleichheit qui devient un organe de publication commun,,,.  
D'un point de vue allemand, cette réunion est juridiquement problématique, la loi prussienne écartant les femmes de la vie politiques. Ce n'est qu'en 1908 que la loi sur les associations du Reich lèvera cette interdiction. La Conférence demande le droit de vote universel et sans restriction pour les femmes. Appel réitéré au congrès général socialiste qui adopte, à l'unanimité une résolution soutenant la demande. 
Dans les années qui suivent, Die Gleichheit  publie un abondant matériel sur le mouvement socialiste international féminin.

## Conférence de la jeunesse socialiste
À partir du 24 août 1907, 20 délégués de 13 pays se réunissent pour la Première conférence internationale de la jeunesse socialiste. Lors de la conférence, Henriette Roland Holst parle de l'éducation socialiste de la jeunesse et Karl Liebknecht de la lutte contre le militarisme. La même année se constitue la Fédération internationale de la Jeunesse socialiste, à l’initiative de Karl Liebknecht. Cependant, l’Internationale socialiste ne la reconnaît pas, et en Allemagne, les Jeunes socialistes sont considérés comme trop radicaux,.